# 12 Жирафа
12 Жирафа, 12 Camelopardalis, сокращ. 12 Cam — спектрально-двойная звезда в циркумполярном созвездии Жирафа. Звезда имеет видимую звёздную величину +6.08m, и, согласно шкале Бортля, видна невооружённым глазом на деревенско-пригородном небе (англ. Rural/suburban transition).
Из измерений параллакса, полученных во время миссии Gaia, известно, что звезда удалена примерно на 700 св. лет (215 пк) от Земли. Звезда наблюдается севернее 31° ю. ш., то есть видна практически на всей территории обитаемой Земли, за исключением приполярных областей Антарктиды, а также южных областей Чили, Аргентины, Африки и Австралии. Лучшее время наблюдения — декабрь.
Само движение 12 Жирафа показывает, что звезда движется примерно также как и остальные звёзды относительно Солнца: её радиальная гелиоцентрическая скорость — −8 км/с, что на 20 % меньше скорости местных звёзд Галактического диска, а также это значит, что звезда приближается к Солнцу. Сама звезда движется по небесной сфере на юго-запад.

## Свойства звезды
12 Жирафа — это оранжевый гигант спектрального класса K0IIIe, что указывает на то, что водород в ядре звезды уже закончился и звезда сошла с главной последовательности, также спектр звезды показывает эмиссионные линии излучения, которая исходит от оболочки вокруг звезды.
Масса звезды не очень большая для гиганта и равна 1,1 {\displaystyle M_{\bigodot }}. Радиус, измеренный во время миссии Gaia, также оказался не очень велик для гиганта и он равен 23,08 {\displaystyle R_{\bigodot }}. Тоже можно сказать и о светимости звезды, которая равна 212 {\displaystyle L_{\bigodot }}. Температура звезды напрямую не померена, но зная радиус звезды и её светимость и используя закон Стефана — Больцмана можно вычислить, что её эффективная температура будет около 4600 K, что будет придавать ей характерный оранжевый цвет звезды спектрального класса K. Для того чтобы планета, аналогичная нашей Земле, получала примерно столько же энергии, сколько она получает от Солнца, её надо было бы поместить на расстоянии 14,6 а.е., то есть примерно в ту точку, которая лежит на полпути между Сатурном, чей радиус орбиты равен 9,54 а.е. и Ураном, чей радиус орбиты равен 19,22 а.е.. Причём с такого расстояния, 12 Жирафа выглядела бы на 2/3 больше нашего Солнца, каким мы его видим с Земли — 0,84° (угловой диаметр нашего Солнца — 0,5°).
Возраст 12 Жирафа не известен, но исходя из теории звёздной эволюции возраст звезды должен быть очень большой, то есть несколько миллиардов лет. Сама звезда, по-видимому, начала свою жизнь как звезда главной последовательности позднего спектрального класса F, чем-то похожая на Гамма Зайца. Звезда вращается со скоростью 13 км/с, то есть 6,5 больше скорости солнечного вращения, что даёт период вращения звезды порядка 92,3 дня.
12 Жирафа является спектрально-двойной звездой: вокруг неё вращается звезда-спутник с массой 0,6 {\displaystyle M_{\bigodot }} (скорее всего оранжевый карлик, чья светимость составляет 10 % солнечной, похожий на Эпсилон Индейца). Абт и соавт. (1969) определили, что это спектроскопически-двойная система, и определили орбитальный период в 80,17 дня и эксцентриситет равный 0,35. Однако был обнаружен эффект, характерный для эллипсоидальной переменной, причиной которому служит быстрое вращение и/или гравитационное взаимодействие звёзд. Эффект имел период 79,93±0,05 дня, который не соответствовал расчётной орбите, а отсутствие модуляции амплитуды не соответствовало большому эксцентриситету орбиты. Холл и соавт. (1995) провели дополнительные измерения, установив, что орбитальный период составляет 80,9 дня, а эксцентриситет статистически неотличим от нуля. В любом случае, звезда очень напоминает наш Меркурий, чей период обращения равен 88 дня, а эксцентриситет равен 0,2.
12 Жирафа демонстрирует переменность: во время наблюдений яркость звезды меняется на несколько десятых величин от 6,13 до 6,33, с периодом 80,9 дн., который равен периоду обращения его спутника. Звёзды, скорее всего, вращаются синхронно с периодом обращения друг вокруг друга, поэтому звёздные пятна провоцируют снижение яркости звезды. Тип переменной определён как переменная типа RS Гончих Псов, то есть эруптивная переменная в тесной двойной системе. Звезда имеет обозначение характерное для переменных звёзд BM Жирафа, BM Camelopardalis, сокращ. BM Cam.
Магнитная активность имеет два перекрывающихся цикла: 14,8 и 8,5 лет, причем активность происходит в двух широтах. BM Жирафа испускает рентгеновское излучение и является источником рентгеновского излучения 1H 0501+592. Он был обнаружен космическими обсерваториями HEAO-1, HEAO-2 и ROSAT.

## История изучения кратности звезды
Двойственность звезды была открыта в 1836 году В. Я. Струве (компонент AB, причём компонент A — 11 Жирафа, а компонент B — 12 Жирафа) и звезда вошла в каталоги как STF 13 . В 1879 году была открыта тройственность звезды (компонент BC, компонент C — TYC 3746-1395-1). В 1908 году была открыта четырёхкратность звезды (компонент CD, компонент D — CCDM J05062+5900D). Согласно Вашингтонскому каталогу визуально-двойных звёзд, параметры этих компонентов приведены в таблице:
| Компонент | Год  | Количество измерений | Позиционный угол | Угловое расстояние | Видимая звёздная величина 1 компонента | Видимая звёздная величина 2 компонента |
| AB        | 1836 | 30                   | 7°               | 181.3″             | 5.2m                                   | 6.21m                                  |
| AB        | 1924 | 30                   | -°               | 179.8″             | 5.2m                                   | 6.21m                                  |
| AB        | 2017 | 30                   | 10°              | 177.7″             | 5.2m                                   | 6.21m                                  |
| BC        | 1879 | 10                   | 18°              | 173.4″             | 6.21m                                  | 10.19m                                 |
| BC        | 2012 | 10                   | 19°              | 177.8″             | 6.21m                                  | 10.19m                                 |
| CD        | 1888 | 10                   | 9°               | 16.2″              | 10.8m                                  | 13.3m                                  |
| CD        | 2015 | 10                   | 12°              | 16.3″              | 10.8m                                  | 13.3m                                  |

Обобщая все сведения о звезде, можно сказать, что у звезды 12 Жирафа всё же нет ни одного спутника. Компонент AB, который сегодня называется 11 Жирафа, хотя и имеет сходный с 12 Жирафа параллакс, но все-таки расстояние между ними заставляет усомниться в гравитационной связи между ними. Коспонент BC, то есть звёзды 6-й и 10-й величины, лежащие на угловом расстоянии 173.4 секунд дуги, который сегодня называется 12 Жирафа и TYC 3746-1395-1 имеют очень разные значения параллаксов, что также не предполагает гравитационной связи между ними. А вот компонент CD, скорее всего, является двойной звездой, но в систему 12 Жирафа он не входит.

### Комментарии
1. ↑  Расстояние рассчитано по приведённому значению параллакса
2. ↑  Угловой диаметр (δ) вычисляется по формуле:
{\displaystyle \delta =2\arctan \left({\frac {R_{\mathrm {S} }}{d_{\mathrm {S} }}}\right)}, где RS — радиус звезды, выраженный в а.е.; dS — расстояние до звезды
3. ↑  STF — ссылка на каталог Струве, 13 — номер записи в его каталоге